# Левченко, Мария Ивановна
Мария Ивановна Левченко (1924, с. Ржаво, Тульская губерния — 1989, Москва) — советская работница обувной промышленности, закройщица фабрики «Буревестник» (Москва). Инициатор социалистического соревнования за снижение себестоимости на каждой операции. Лауреат Сталинской премии (1952).

## Биография
Мария Левченко родилась в 1924 году в селе Ржаво Тульской области в крестьянской семье. С 1941 года, после окончания школы ФЗУ, работала на московской фабрике «Буревестник». Была закройщицей кож для верха обуви. После начала Великой Отечественной войны занималась строительством оборонительных сооружений. В 1947 году вступила в КПСС.
Наставницей Марии Левченко на фабрике стала стахановка Полина Юдина. Мария Левченко постоянно совершенствовала своё мастерство, добиваясь систематического перевыполнения плана и экономии материала. В 1946 году она приняла участие во всесоюзном соревновании ведущих профессий лёгкой промышленности, по итогам которого её выработка достигла 132 % нормы. Она оптимизировала расположение резаков на своём рабочем месте, чтобы сократить время на каждую операцию. Использование площади кож она повысила с 70-72 % до 82-83 %. В результате в 1947 году ей было сэкономлено 150 тыс. дм² кожи, из которой было изготовлено 4630 пар обуви. Ежегодно она выполняла план примерно на 180 %.
В августе 1951 года, совместно с обтяжником обуви Г. В. Мухановым и старшим бухгалтером П. П. Завадской инициировала социалистическое соревнование за себестоимости продукции на каждой операции. Для этого в цехах фабрики были организованы курсы и школы по изучению экономики производства, где рабочие изучали элементы, из которых слагается стоимость продукции. Составлялись таблицы, наглядно показывающие результаты увеличения выпуска обуви, экономии ниток и тому подобного. Это начинание было подхвачено множеством предприятий страны в различных отраслях промышленности. В 1952 году М. И. Левченко совместно с Г. В. Мухановым и П. П. Завадской была удостоена Сталинской премии третьей степени. Однако уже к 1955 году руководство фабрики отошло от этого социалистического соревнования, и оно оказалось практически забыто. 
Мария Левченко избиралась членом Московского городского комитета КПСС, депутатом Моссовета и Сокольнического райсовета. Была членом ЦК профсоюза отрасли, Советского комитета защиты мира и Комитета советских женщин. В 1978 году вышла на пенсию.
Умерла в 1989 году в Москве. Похоронена на Химкинском кладбище.

## Награды и премии
- Сталинская премия третьей степени (1952)[1]
- Орден Октябрьской Революции[3]